# Halové mistrovství České republiky v atletice 1999
Halové mistrovství ČR v atletice 1999 se uskutečnilo ve dnech 20.–21. února 1999 v Praze.

## Medailisté

### Muži
| Soutěž                         | Zlato                                                                 | Stříbro                                                             | Bronz                                                                      |
| 60 m                           | Martin Duda 6.70                                                      | Radek Řechka 6.76                                                   | Ivo Krsek 6.78                                                             |
| 200 m                          | Martin Morkes 21.50                                                   | Roman Zubek 21.83                                                   | Jiří Vojtík 21.91                                                          |
| 400 m                          | Štěpán Tesařík 48.12                                                  | Jan Hanzl 48.83                                                     | Martin Braniš 49.26                                                        |
| 800 m                          | Lukáš Vydra 1:52.65                                                   | Jan Verner 1:53.53                                                  | Michal Šneberger 1:53.75                                                   |
| 1500 m                         | Lubomír Pokorný 3:46.38                                               | Milan Koňarik 3:57.18                                               | Radek Vorlíček 3:57.54                                                     |
| 3000 m                         | Michael Nejedlý 8:16.25                                               | Ondřej Moravec 8:17.44                                              | Jan Tlustý 8:18.63                                                         |
| 60 m př.                       | Tomáš Dvořák 7.78                                                     | Roman Šebrle 7.91                                                   | Jiří Pavel 8.02                                                            |
| 4 × 200 m                      | Roman Zubek Tomáš Černý Karel Bláha Martin Morkes Dukla Praha 1:27.29 | Ivan Šlehobr Jiří Vojtík Jan Hanzl Tomáš Votava Olymp Praha 1:28.38 | Pavel Loučka Lukáš Drbohlav Lukáš Čegan Martin Košťál AC Pardubice 1:29.70 |
| Skok do výšky                  | Tomáš Janků 225                                                       | Jan Janků 223                                                       | Tomáš Ort 218                                                              |
| Skok o tyči                    | Martin Kysela 550                                                     | Petr Špaček 540                                                     | Pavel Beran 530                                                            |
| Skok daleký                    | Tomáš Votava 785                                                      | Milan Gombala 783                                                   | Roman Orlík 783                                                            |
| Trojskok                       | Jiří Kuntoš 16.80                                                     | Martin Vrběcký 15.45                                                | Martin Sýkora 15.31                                                        |
| Vrh koulí                      | Josef Rosůlek 18.61                                                   | Richard Navara 18.15                                                | Petr Stehlík 18.10                                                         |
| Sedmiboj Praha 13. – 14.2.1999 | Kamil Damašek 5999 bodů                                               | Jiří Ryba 5913 bodů                                                 | Tomáš Komenda 5642 bodů                                                    |

### Ženy
| Soutěž                        | Zlato                                                                           | Stříbro                                                                            | Bronz                                                                                |
| 60 m                          | Hana Benešová 7.40                                                              | Pavlína Dlouhá 7.52                                                                | Denisa Krejčová 7.60                                                                 |
| 200 m                         | Erika Suchovská 23.50                                                           | Hana Benešová 23.65                                                                | Markéta Pernická 24.46                                                               |
| 400 m                         | Martina Morawska 55.24                                                          | Věra Suchomelová 56.62                                                             | Lucie Hošková 56.80                                                                  |
| 800 m                         | Ludmila Formanová 2:04.11                                                       | Eva Kasalová 2:06.57                                                               | Lenka Švaňhalová 2:09.19                                                             |
| 1500 m                        | Andrea Šuldesová 4:14.12                                                        | Renata Hoppová 4:23.68                                                             | Pavlína Vondrková 4:27.42                                                            |
| 3000 m                        | Helena Volná 9:22.12                                                            | Petra Drajzajtlová 9:32.34                                                         | Pavlína Vondrková 9:42.87                                                            |
| 60 m př.                      | Nikola Bendová 8.32                                                             | Michaela Hejnová 8.39                                                              | Magdaléna Nedvědová 8.49                                                             |
| 4 × 200 m                     | Šárka Beránková Eva Šafaříková Klára Dubská Jitka Burianová Olymp Praha 1:39.17 | Lenka Ostravská Martina Morawska Lucie Komrsková Denisa Krejčová USK Praha 1:39.60 | Petra Hubálková Jana Klečková Pavlína Dlouhá Štěpánka Klapáčová Sparta Praha 1:41.94 |
| Skok do výšky                 | Zuzana Hlavoňová 197                                                            | Inge Janků 186                                                                     | Romana Bělocká 183                                                                   |
| Skok o tyči                   | Pavla Hamáčková 415                                                             | Michaela Boulová 380                                                               | Kateřina Baďurová a Lucie Komrsková 370                                              |
| Skok daleký                   | Martina Darmovzalová 644                                                        | Lucie Komrsková 620                                                                | Šárka Beránková 619                                                                  |
| Trojskok                      | Šárka Kašpárková 13.74                                                          | Eva Doležalová 12.70                                                               | Ilona Klimasová 12.43                                                                |
| Vrh koulí                     | Věra Pospíšilová 16.33                                                          | Zdeňka Šilhavá 16.03                                                               | Lucie Vrbenská 15.16                                                                 |
| Pětiboj Praha 13. – 14.2.1999 | Jana Klečková 4200 bodů                                                         | Šárka Beránková 4072 bodů                                                          | Hana Doleželová 4059 bodů                                                            |